# Saint-Jean-des-Vignes
Saint-Jean-des-Vignes é uma comuna francesa na região administrativa de Auvérnia-Ródano-Alpes, no departamento de Ródano. Estende-se por uma área de 2,57 km². Em 2010 a comuna tinha 465 habitantes (densidade: 180,9 hab./km²).